# Paul Günther
Paul Günther (Hannover, Baixa Saxònia, 24 d'octubre de 1882 – Duisburg, Rin del Nord-Westfàlia, 1945) va ser un saltador alemany que va competir a començaments del segle xx.
El 1912 va prendre part en els Jocs Olímpics d'Estocolm, on guanyà la medalla d'or en la competició de salt de trampolí de 3 metres, del programa de salts, per davant dels seus compatriotes Hans Luber i Kurt Behrens. En la prova del salt de palanca alta disputà la final, però hagué d'abandonar.
El 1988 fou incorporat a l'International Swimming Hall of Fame.